# 錫莫三列麗鯛
錫莫三列麗鯛，為輻鰭魚綱鱸形目隆頭魚亞目慈鯛科的其中一種，分布於亞洲約旦河流域，包括太巴列湖（加利利海）與Muzairib湖等，體長可達25公分，以藻類及有機碎屑為食。包括錫莫三列麗鯛在内的多种罗非鱼是太巴列湖的重要渔获。

## 擴展閱讀
維基物種上的相關：錫莫三列麗鯛